# Amt Kisdorf
Amt Kisdorf er et amt i det nordlige Tyskland, beliggende i den sydlige del af Kreis Segeberg. Kreis Segeberg ligger i den sydøstlige del af delstaten Slesvig-Holsten. Administrationen er beliggende i byen Kattendorf.

## Kommuner i amtet
| 1. Hüttblek 2. Kattendorf 3. Kisdorf | 1. Oersdorf 2. Sievershütten 3. Struvenhütten | 1. Stuvenborn 2. Wakendorf II 3. Winsen |

## Historie
Amts Kisdorf blev oprettet i 1948 af et tidligere Amtsbezirk Kisdorf. Efter opløsningen af Amtet Ulzburg i 1969, kom Wakendorf II ind under amtet.

## Eksterne kilder og henvisninger
1. ↑  "Kommunesammenlægning"

- Amt Kisdorf Arkiveret 5. oktober 2016 hos  Wayback Machine